# Kaposfő
Kaposfő (1942-ig Szomajom) község Somogy vármegyében, a Kaposvári járásban.

## Fekvése
Somogy vármegye középső részében, Kaposvártól 10 kilométerre nyugatra, a 61-es főút és a Dombóvár–Gyékényes-vasútvonal mellett fekszik; utóbbinak egy megállási pontja van itt, Kaposfő megállóhely. Közigazgatási területének keleti szélén torkollik bele a 610-es főút (a 61-es főút korábbi, Kaposvár központján keresztülvezető szakasza) a 61-esnek a várost elkerülő szakaszába; ugyanott ágazik ki dél felé a Kadarkút-Lábod irányába vezető 6616-os út. A község nyugati szélétől ágazik ki a 61-esből a zsákfalunak tekinthető Kisasszond központjába a 66 163-as út.
A község földrajzi fekvése gazdasági szempontból kedvező. Földje termékeny. Talaja a Kapos folyótól északra barna erdei talaj, délre pedig szürke erdei talaj, futóhomokkal keverve. Területe általában síkság, csak az északi részen emelkednek alacsonyabb dombok. A déli része mélyen fekvő mocsaras lapály, amelyben a Kapos vonul végig. Kaposfőt szinte csak a Cingető-patak választja el Kaposmérőtől.

## Története
Kaposfő, régi nevén Szomajom Árpád-kori település, mely eredetileg somogyi királyi várbirtok volt. Nevét 1275-ben már említették az oklevelekben; ekkor a somogyi vár jobbágyai lakták. 1364-ben Zomaym, 1397-ben Zomyan, 1446-ban Zomayon alakban írva említették az oklevelek, ekkor néhai Mérey László itteni birtokait a Szákosfalvi, a Mérei Kalacsa és a Fecske családok örökölték. 1448-ban az Osztopáni Perneszi családot iktatták néhai Ozorai Pipó itteni birtokába, de ugyanekkor a Szákosfalvi család is jogot formált rá. 1453-ban osztopáni Perneszy Pál alnádor nyert rá új adományt V. László királytól. 1490-ben Osztopáni Perneszi Imre, Poki Péter és Antal királyi udvarnokok Mérei Virágos János itteni birtokait nyerték adományul Mátyás királytól. 1536-ban Mérey Mihály, Dencs Imre, 1550-ben Mérey Mihály, 1598-1599-ben Mérey György birtoka volt. Az 1571 évi török kincstári adólajstrom szerint 24 házból állt. 1626-1627-ben még a Mérey családé volt, 1660-ban azonban már Pethő László birtoka volt. 1695-ben Perneszi Zsigmond és Anna Julianna, Babócsay Ferencné birtokában volt. 1715-ben 12 háztartását írták össze, ekkor a gróf Esterházy családé lett. Két temploma közül a római katolikus 1855-ben, míg a református templom a türelmi rendelet következtében, 1787-88 között épült, Dezső János lelkipásztorsága idején. 1855-ben nagy kolerajárvány volt a településen, csupán a reformátusok közül 51-en estek áldozatául.
Ide tartozott Alsókaposfő-, Felsőkaposfő- és Póstelek-puszta is.

### Kaposfő
A két Kaposfő-puszta helyén épült a középkorban a kaposfői monostor, melyet Mayos és Sándor nevű nemesek 1252 körül alapítottak. A monostor főnöke kivételesen a prépost címét viselte. 1452-1453-ban a kaposfői prépost több telket Perneszi Pálnak adott el, aki 1454-ben Viszlói László özvegyétől is vett itt részeket. 1726-ban puszta, és a herceg Esterházy-féle hitbizományhoz tartozott.

### Póstelek
Póstelek a középkorban falu volt, nevét 1483-ban Poosthelek, 1485-ben Postheleke alakban írták, ekkor a Szentiványi család is birtokos volt itt. 1767-ben még jobbágyfalu volt és Szily Ádám, Wlassics János és Bakó özvegye voltak a földesurai.

## Közélete

### Polgármesterei
- 1990–1994: Dr. Antal László (független)[3]
- 1994–1998: Dr. Antal László (KDNP)[4]
- 1998–2002: Antal László Károly (Fidesz)[5]
- 2002–2006: Horváth Zoltán (független)[6]
- 2006–2007: Dr. Antal László (független)[7]
- 2007–2010: Sztányi Tibor (független)[8]
- 2010–2014: Sztányi Tibor József (független)[9]
- 2014–2019: Sztányi Tibor József (független)[10]
- 2019–2024: Ábel Melinda (független)[11]
- 2024– : Varga Tibor (Fidesz-KDNP)[1]

A településen 2007. június 24-én időközi polgármester-választást tartottak, mert az előző faluvezető személye kapcsán összeférhetetlenségi körülmény merült fel.

## Népesség
A település népességének változása:
| Lakosok száma | 1613 | 1659 | 1637 | 1506 | 1463 | 1474 | 1482 |
|               | 2013 | 2014 | 2015 | 2021 | 2022 | 2023 | 2024 |

A 2011-es népszámlálás során a lakosok 93%-a magyarnak, 8,5% cigánynak, 10,2% németnek mondta magát (6,8% nem nyilatkozott; a kettős identitások miatt a végösszeg nagyobb lehet 100%-nál). A vallási megoszlás a következő volt: római katolikus 61%, református 9,3%, evangélikus 0,5%, felekezet nélküli 11,2% (16,8% nem nyilatkozott).
2022-ben a lakosság 92,1%-a vallotta magát magyarnak, 7% németnek, 7% cigánynak, 0,3% szlovénnek, 0,2% románnak, 0,2% örménynek, 0,2% horvátnak, 0,1-0,1% lengyelnek, görögnek, ruszinnak, bolgárnak, ukránnak és szlováknak, 2% egyéb, nem hazai nemzetiségűnek (7,4% nem nyilatkozott; a kettős identitások miatt a végösszeg nagyobb lehet 100%-nál). Vallásuk szerint 48,9% volt római katolikus, 9,5% református, 0,6% evangélikus, 0,5% görög katolikus, 1% egyéb keresztény, 1,3% egyéb katolikus, 11,3% felekezeten kívüli (26,7% nem válaszolt).

## Nevezetességei
- Római katolikus temploma 1855-ben épült.
- Református temploma 1787-1788 között épült.

## Ismert személyek
- Itt született Pándi (Pölcz) Antal könyvelő, könyvszakértő, hungarista országgyűlési képviselő.